# ウラシマクラゲ科
ウラシマクラゲ科（ウラシマクラゲか、学名：Halimedusidae）は刺胞動物門ヒドロ虫綱花クラゲ目に属する科の一つである。

## 下位分類
次の4属に分類される。
- Halimedusa Bigelow, 1916[1][2]
- オトヒメクラゲ属 Octorhopalona Toshino, Yamamoto & Saito, 2022[2]
- ワタボウシクラゲ属 Tiaricodon Browne, 1902[1][2]
- ウラシマクラゲ属[3] Urashimea Kishinouye, 1910[1][2]